# Łukowice Brzeskie
Łukowice Brzeskie (niem. Laugwitz) – wieś w Polsce położona w województwie opolskim, w powiecie brzeskim, w gminie Skarbimierz.
W latach 1954–1959 wieś należała i była siedzibą władz gromady Łukowice Brzeskie, po jej zniesieniu w gromadzie Przylesie. W latach 1975–1998 miejscowość administracyjnie należała do ówczesnego województwa opolskiego.

## Historia
Miejscowość została wymieniona w staropolskiej formie Lukowicz w łacińskim dokumencie wydanym w 1347 roku przez Bolesława księcia śląskiego.

## Zabytki
Do wojewódzkiego rejestru zabytków wpisane są:
- kościół ewangelicki, obecnie rzym.-kat. fil. pw. Trójcy Świętej, z 1581 r., 1697 r., wieża z 1723 r.
- dawny cmentarz przy kościele.